# Урсуа, Педро де
Педро де Орсуа (исп. Pedro de Ursúa; 1526, Бастан, королевство Наварра — 1561, Баркисимето) — испанский конкистадор, капитан-генерал Нового Королевства Гранада (современная Колумбия). Вместе с конкистадором Лопе де Агирре, исследовал новые земли в поисках Эльдорадо. 1 ноября 1549 года основал город Памплона (сейчас Колумбия).

## Биография

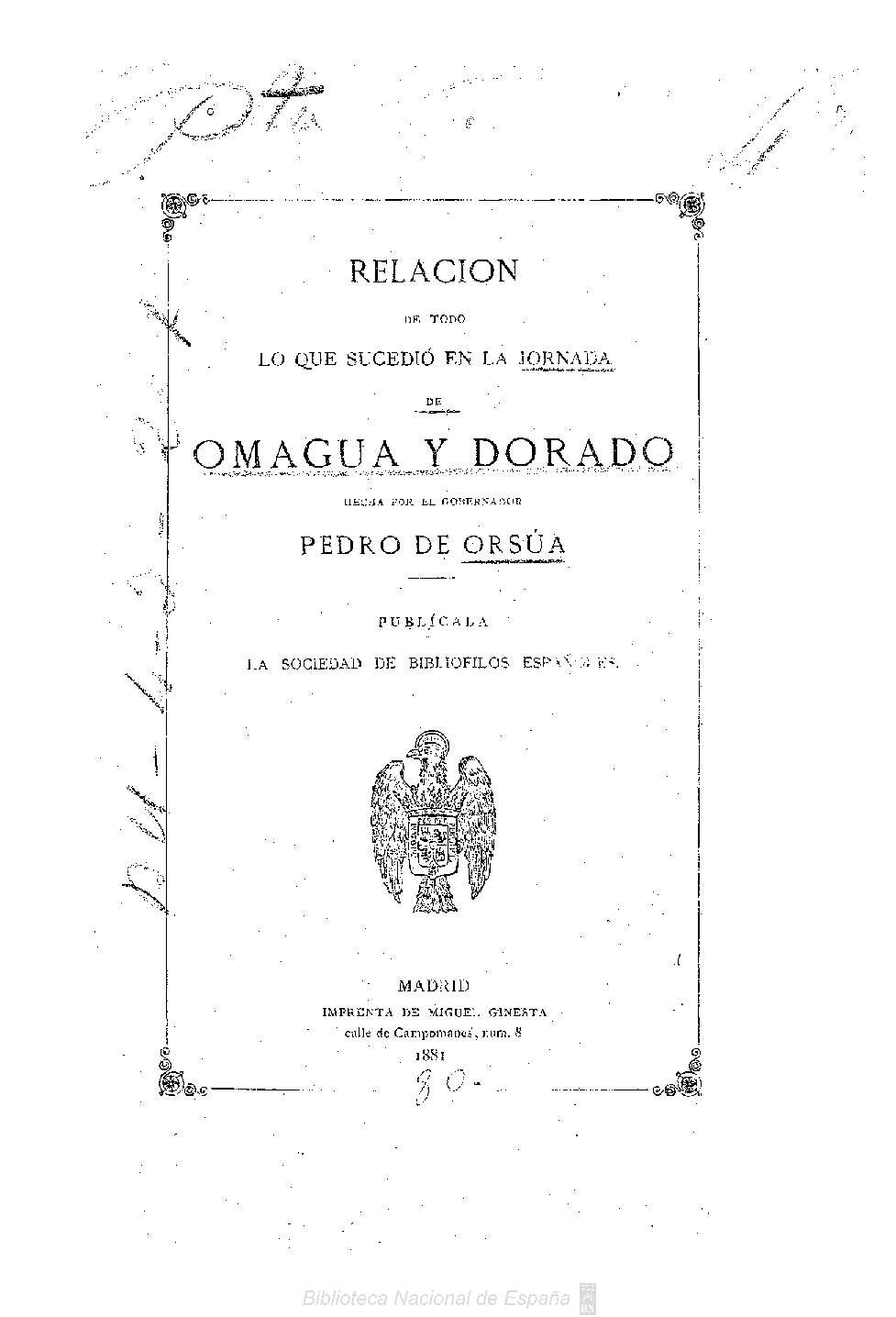
Отчёт Педро де Урсуа, издание 1881 г.

Происходил из знатной баскской семьи. В 1543 году отправился в Испанскую Америку, где ему покровительствовал влиятельный родственник, так что в 1544 году он стал заместителем губернатора области Санта-Фе-де-Богота. Во время гражданской войны в вице-королевстве Перу между вице-королём Бласко Нуньесом де Вела и Гонсало Писарро поддержал первого, а затем участвовал в покорении индейских племен. В 1552 году стал главным судьей города Санта-Марта. Вскоре однако был отозван с поста в 1553 году за чрезмерную жестокость в борьбе с индейцами. В 1554 году в Перу был выдан ордер на его арест, так как подозревали, что он хотел присоединиться к восстанию Эрнандеса Хирона со своими солдатами. Предположительно на обратном пути в Испанию ему поручили сразиться с группой бежавших африканских рабов в Панаме. Он выполнил эту задачу, пригласив их лидеров на переговоры, а затем убив их отравленным вином. В награду за этот поступок по возвращении в Перу ему было поручено командование экспедицией в Империю Омагуа, где в то время подозревали наличие легендарной золотой земли Эльдорадо.
Предполагаемую империю Омагуа так и не удалось найти. Предполагается, что сообщения первых конкистадоров были либо сильно преувеличены, либо действительно увиденные ими поселения опустели в результате принесенных с испанцами болезней. Экспедиция Урсуа несколько раз откладывалась из-за нехватки средств, хотя администрация вице-короля давала более крупный грант. Это побудило Урсуа прибегнуть к сомнительным методам. Например, угрожая насилием, он заставил пастора Педро Портильо внести большую сумму на финансирование экспедиции. Чтобы предотвратить уголовную жалобу перед королевским судом, затем заставил Портильо, а также алькальда Алонсо де Монтойя принять участие в экспедиции. 26 или 27 февраля 1560 года Урсуа выступил с 300 вооруженными испанцами, несколькими сотнями вспомогательных индейцев, 20 африканскими рабами и 27 лошадьми. С самого начала к экспедиции присоединились многочисленные безработных солдат, потерпевшие неудачу в завоевании Перу и недовольных правлением наместника. Перед отъездом Урсуа предупредили, что нужно включить в экспедицию нескольких известных нарушителей спокойствия, но он проигнорировал это.
Когда экспедиция на корабле в ноябре 1560 года достигла среднего течения Амазонки, о золотой земле Эльдорадо всё ещё не было ничего известно. Ветеран амазонской экспедиции Ф. де Орельяна сказал, что не узнал эту местность. Несколько дней экспедиция ехала по безлюдным джунглям. Поскольку еды стало не хватать и несколько человек умерло от голода, среди участников экспедиции распространилось недовольство.
Группа заговорщиков во главе с баскским конкистадором Лопе де Агирре воспользовалась этим настроением, чтобы поднять мятеж. Они убили Урсуа в ночь на 1 января 1561 года и назначили андалузского дворянина Фернандо де Гусмана новым руководителем экспедиции. Заговорщики планировали вернуться в Перу, свергнуть вице-короля и провозгласить Гусмана королём Перу. Эта цель оказалась невыполнимой, и экспедиция под руководством Агирре закончилась катастрофой.

## В культуре
Снят фильм немецкого режиссёра Вернера Херцога «Агирре, гнев божий» об испанской экспедиции конкистадора Лопе де Агирре в 1560—1561 годов в поисках Эльдорадо.
Роль Педро де Урсуа играет актёр Руй Герра.
Роман колумбийца Уильяма Оспины «Урсуа» стал одним из главных упоминаний о Педро де Урсуа в художественной литературе. В книге представлены подробности о жизни Урсуа и о событиях, происходящих в Новом Свете в середине 16 века.